# دانيال باوليستا
دانيال باوليستا (بالبرتغالية: Daniel Paulista) هو لاعب كرة قدم برازيلي في مركز الوسط، ولد في 5 مايو 1982 في ريبيراو بريتو في البرازيل. لعب مع رابيد بوخارست وسبورت ريسيفي وغراميو اساسكو اوداكس اسبورت كلوب ونادي أيه بي سي ونادي بوتافوغو اس بي ونادي جوفنتودي ونادي سانتوس ونادي ساو كايتانو ونادي كورينثيانز ونادي ناوتيكو.

## وصلات خارجية
- دانيال باوليستا على موقع قاعدة بيانات كرة القدم.إي يو (الإنجليزية)
- دانيال باوليستا على موقع Soccerway.com (الإنجليزية)
- دانيال باوليستا على موقع عالم كرة القدم.نت (الإنجليزية)